# Thonne
Die Thonne ist ein rund 15 km langer Bach, der in der belgischen Region Wallonien und der französischen Region Grand Est verläuft. Er ist ein rechter und nordöstlicher Zufluss der Chiers.

## Geographie

### Verlauf
Die Thonne entspringt auf einer Höhe von etwa 300 m auf dem Gebiet der belgischen Gemeinde Meix-devant-Virton.
Sie entwässert generell in südwestlicher Richtung und passiert dabei die belgische Provinz Luxemburg und das französische Département Meuse und mündet schließlich auf einer Höhe von ungefähr 179 m an der Gemeindegrenze von Thonne-les-Près und Montmédy von rechts in die Chiers.  
Ihr 15,3 km langer Lauf endet ungefähr 121 Höhenmeter unterhalb ihres Ursprungs, sie hat somit ein mittleres Sohlgefälle von etwa 7,9 ‰.

### Zuflüsse
- Ruisseau des Grands Pres (links), 1,3 km
- Ruisseau de l'Aunois (links), 1,0 km
- Ruisseau du Chue (links), 1,0 km
- Ruisseau de Breux (rechts), 5,5 km
- Ruisseau des Minieres (rechts), 4,4 km
- La Guerlette (rechts), 3,9 km

### Orte am Fluss
Von der Quelle zur Mündung
- Thonne-la-Long
- Avioth
- Thonnelle
- Thonne-les-Près

## Hydrologie
An der Mündung der Thonne in die Chiers beträgt die mittlere Abflussmenge (MQ)  825 l/s; das Einzugsgebiet umfasst dort 55,2 km².
In der Pegelstation Thonne-les-Près wurde über einen Zeitraum von 19 Jahren (1973–1991) die durchschnittliche jährliche Abflussmenge der Thonne  gemessen. Das Einzugsgebiet entspricht an dieser Stelle mit 124 km² etwa 98,4 % des vollständigen Einzugsgebietes des Flusses.
Die Abflussmenge der Chiers mit dem Jahresdurchschnittwert von 830 l/s, schwankt im Laufe des Jahres relativ stark. Die höchsten Wasserstände werden in den Wintermonaten Dezember bis März gemessen. Ihren Höchststand erreicht die Abflussmenge mit 1.410 l/s im Januar. Von April an geht die Schüttung Monat für Monat zurück und erreicht ihren niedrigsten Stand im September mit 417 l/s, um danach wieder von Monat zu Monat anzusteigen.